# Aironi Rugby
Gli Aironi Rugby furono una franchigia italiana di rugby a 15 costituita il 17 maggio 2010 al fine di partecipare alla Celtic League, competizione tra squadre d'élite scozzesi, irlandesi e gallesi, a partire dalla stagione 2010-11 e per almeno 4 stagioni, al fianco del Benetton.
La squadra, completamente professionistica, aveva il suo nucleo nel Rugby Viadana, la Società di maggioranza, ma collaborarono al progetto della franchise anche le maggiori società delle province di Mantova e Parma, quali: Colorno, GRAN Parma, Parma, Noceto e Mantova. Il fornitore tecnico fu Adidas e lo sponsor principale la Banca Monte dei Paschi di Siena. Nella stagione di Magners League 2010-11 infatti la franchigia assunse il nome di Montepaschi Aironi.
L'impianto di gioco delle partite casalinghe della franchigia era ufficialmente il Luigi Zaffanella di Viadana, ristrutturato e ampliato per l'occasione, contava 6.000 posti a sedere. Come impianto alternativo per alcune partite casalinghe venne utilizzato anche lo stadio Brianteo di Monza.
Il colore principale era il nero mentre il simbolo della società era l'airone.

## Storia
A seguito dell'ampliamento della Celtic League all'Italia, insieme al Benetton, gli Aironi furono una delle squadre ammesse alla competizione; dalla stagione 2010-11 la squadra partecipa quindi alla competizione celtica. Essendo il Viadana società capofila della franchigia, abbandonò il campionato domestico.
La prima uscita non ufficiale degli Aironi, fu l'amichevole svoltasi in terra francese il 14 agosto 2010, una sconfitta subita per 10 a 23 contro lo Mont-de-Marsan. Le prime vittorie giunsero nell'Adidas Cup, contro Crociati e GranDucato.
Il 4 settembre 2010 esordì in Celtic League in trasferta contro il Munster, subendo una sconfitta per 33 a 17.
L'11 dicembre 2010 gli Aironi colsero la prima vittoria assoluta, superando per 28 a 27 i francesi del Biarritz, vice-campioni dell'Heineken Cup, sul terreno dello stadio Luigi Zaffanella.
Rispettivamente il 24 dicembre e il 31 dicembre 2010 gli Aironi Rugby persero i derby contro la Benetton Rugby Treviso, per 15 a 10 e 15 a 16. Nella stagione 2011-12 le partite casalinghe di Heineken Cup si tennero allo stadio Brianteo di Monza, potendo contare su una capienza di 18.000 posti e sul bacino d'affluenza della Brianza. Il primo match al Brianteo si tenne il 12 novembre 2011 con i Leicester Tigers.

Il 26 marzo 2011, durante la sfida contro la squadra irlandese del Connacht, gli Aironi vinsero il primo match nella loro storia in Celtic League; giocata in casa, la partita finì 25 a 13. In totale vinse solo una partita della stagione regolare qualificandosi all'ultimo posto della Celtic League. Il secondo successo arrivò in coppa, Heineken Cup, nella partita casalinga contro i cugini francesi del Biarritz, battuti nel finale grazie ad un drop a tempo scaduto dell'estremo Julien Laharrague.
Il 1º settembre 2011 la Banca Monte dei Paschi di Siena comunicò la sua intenzione di non continuare più la sponsorizzazione, mettendo così fine al rapporto che li aveva visti per quattro anni sulle maglie del Viadana e la stagione precedente sulle quelle degli Aironi.

Nella stagione successiva 2011-12 gli Aironi si imposero allo Zaffanella contro i più quotati club di Edimburgo, Connacht, Munster, campione in carica, e Benetton Treviso, aggiudicandosi il primo e unico derby italiano della loro storia col punteggio di 27-13, dove i 27 punti finali, segnati dagli Aironi, furono soltanto farina del sacco di Luciano Orquera e il suo 9/9 dalla piazzola, tuttora record di calci piazzati in una singola partita del Pro12.
Il 6 aprile 2012 la FIR decise di revocare la licenza al termine della stagione in corso, per ragioni economiche. Il posto degli Aironi in Pro12 venne preso dalla neonata franchigia italiana delle Zebre mentre il Viadana tornò a disputare le partite nel massimo campionato italiano. Si rese necessario ampliare il torneo a 12 squadre nella stagione 2012-13.

## Cronistoria
| Cronistoria degli Aironi Rugby |
| --- |
| - 2010 · istituzione della franchigia degli Aironi con sede a Viadana - 2010-11 · 12ª Celtic League 4º girone 4 Heineken Cup - 2011-12 · 12ª Pro12 4º girone 4 Heineken Cup - 2012 · Per ragioni economiche Federazione Italiana Rugby revoca la licenza e scioglie la franchigia |

## Colori e simboli
Per la stagione 2010-11 la divisa di gioco, firmata Adidas, era nero e argento per le partite casalinghe, bianca e argento per quelle in trasferta, e verde pino per le partite di Heineken Cup.
Per la stagione 2011-12 venne mantenuta la divisa casalinga di colore nero, mentre per le trasferte di campionato e le partite di Heineken Cup si decise di utilizzare una divisa color ciano.

## Strutture
L'impianto di gioco delle partite casalinghe della franchigia era ufficialmente il Luigi Zaffanella di Viadana, ristrutturato e ampliato per l'occasione, contava 6.000 posti a sedere. La tribuna ovest era la tribuna VIP, quella nord prendeva il nome degli sponsor Eni e Monte dei Paschi di Siena, mentre quella est era la tribuna dei tifosi più calorosi, i cosiddetti Miclas. Gli abbonamenti toccarono livelli record con 1.300 abbonati nella stagione 2010-11. Come impianto alternativo per alcune partite casalinghe venne utilizzato anche lo stadio Brianteo di Monza, che per la stagione di RaboDirect Pro12 2011-12 fu lo stadio ufficiale delle partite casalinghe di Heineken Cup, potendo contare su una capienza di 18.000 posti e sul bacino d'affluenza della Brianza. Il 12 novembre 2011, contro i Leicester Tigers, fece registrare un'affluenza di 8.150 spettatori, il più alto nella storia della franchigia.

## Società

### Club appartenenti
La franchigia aveva come sede Viadana, che rappresentava anche la Società maggioritaria a capo del progetto, il Rugby Viadana. Tuttavia anche altre società lombarde ed emiliane avevano sposato il progetto Aironi.
Società fondatrici:
- Viadana
- Colorno
- GRAN Parma
- Parma
- Noceto
- Mantova

Società fiancheggiatrici:
- Alessandria
- Bologna
- Cagliari
- Caimani di Bondanello
- Cascavel Rugby Clube[9]
- Como
- Fiorenzuola
- Guastalla
- Modena
- Monza
- Primavera
- Reggio Emilia
- Trepuzzi
- Seregno
- VII Rugby Torino

## Allenatori e presidenti
- 2010-2011  Franco Bernini

 Rowland Phillips
- 2011-2012  Rowland Phillips

- 2010-2012  Silvano Melegari